# 2010. évi CLXXXV. törvény
A 2010. évi CLXXXV. törvény a médiaszolgáltatásokról és a tömegkommunikációról (köznyelven: második médiatörvény) 2010. december 21-én, név szerinti szavazással, a jelenlevők közel háromnegyedének támogatásával (256 igen és 87 nem szavazattal) elfogadott törvény, amely szabályozza a Nemzeti Média- és Hírközlési Hatóság (NMHH) hatáskörét, megfogalmazza a médiapiaci szereplők jogait és kötelességeit, és szankciókat rendel kiróni a törvényt megszegőkre.

## A törvény elfogadása
A médiatörvényre vonatkozó javaslatot Cser-Palkovics András, Rogán Antal és Menczer Erzsébet Fidesz-képviselők nyújtották be. A törvényt az Országgyűlés 2010. december 20-ról 21-re virradó éjjel fogadta el 256 kormánypárti támogató szavazattal 87 ellenzéki szavazat ellenében, a köztársasági elnök december 30-án írta alá, és a Magyar Közlöny december 31-én megjelent 2010. évi 202. száma hirdette ki. A törvény legtöbb rendelkezése 2011. január 1-jén lépett hatályba.

## A törvény főbb rendelkezései

### Hatálya
A médiatörvény hatálya a média valamennyi ágára, tehát a rádión és a televízión kívül a nyomtatott és internetes sajtótermékekre is kiterjed. Egyúttal törölte az 1996. évi I. törvény (első médiatörvény) és az 1986. évi II. törvény (sajtótörvény) érvényességét.

### NMHH, Médiatanács, Média- és Hírközlési Biztos
A törvény szabályozza a Nemzeti Média- és Hírközlési Hatóság (NMHH) és a Médiatanács hatáskörét, továbbá létrehozza az NMHH elnökének alárendelt Média- és Hírközlési Biztos intézményét.

### Jelentős befolyásoló erővel rendelkező médiaszolgáltatók
Definiálja a jogszabály a jelentős befolyásoló erővel rendelkező médiaszolgáltató fogalmát: ilyennek minősülnek a legalább 15 százalékos közönségaránnyal bíró rádió- és televízióadók. Ezek médiapiaci koncentrációja korlátozás alá esik. A jelentős befolyásoló erővel rendelkező médiaszolgáltatók számára a törvény előírja, hogy a nap meghatározott szakában hírműsort közvetítsen, amelynek maximum 20 százaléka lehet „a demokratikus közvélemény tájékoztatását nem szolgáló, bűnügyi tematikájú híranyag”.

### Műsorkvóták
A jelentős befolyásoló erővel rendelkező médiaszolgáltatókra kirótt hírszolgáltatási kötelezettségen felül a törvény egyéb műsorkvótákat is előír a rádiók és televíziók számára. A kereskedelmi televíziók műsorának több mint felét európai, több mint harmadát magyar műveknek kell kitenniük. A közszolgálati televíziók műsorában az európai művek aránya 60 százalék feletti, a magyar művek aránya 50 százalék feletti kell legyen. Előírja a törvény az öt évnél nem régebbi műsorok minimális arányát is. A zenei jellegű rádióadások műsoridejének legalább 35 százalékában magyar műveket kell sugározni. Ezeknek minimum egynegyede öt évnél nem régebbi zenemű illetve hangfelvétel kell legyen. A reklámok időtartama a kereskedelmi televíziókban nem lehet több óránként tizenkét percnél; a közszolgálati adók maximális reklámkvótája óránként nyolc perc.

## A törvény fogadtatása

### Hazai reakciók
Már a törvénytervezetet élesen bírálta több hazai civil szervezet és mindegyik ellenzéki párt. A sajtó egyes képviselői új cenzúra megjelenéséről beszéltek, mások, kevésbé kritikus hangnemben, új üzleti lehetőségekről. Többen vélték úgy, hogy számítani lehet az öncenzúra további terjedésére. A kritikus hangok között voltak kormányhoz közel álló lapok (például a Magyar Hírlap) egyes újságírói is.
A Fidesz a törvény körüli vita során az MSZP-t azzal vádolta, hogy felhasználta nemzetközi kapcsolatait a támadások kiváltására vagy erősítésére. Ennek konkrét alátámasztására egy olyan, általuk „kommunikációs anyagnak” nevezett politikai összefoglalót hoznak fel, amelyet az Európai Parlament MSZP-s tagjai készítettek saját frakciójuk számára.

### Külföldi reakciók
A törvény elfogadását követően az európai sajtó több lapja – általában elítélő hangnemben – naponta cikkezett az új magyar médiatörvényről.
Igen harciasak a médiatörvénnyel kapcsolatban a német lapok, de Luxemburg külügyminisztere, Jean Asselborn egyenesen a magyar uniós elnökség megvétózását is lehetségesnek tartotta. Csehország külügyminisztere, Karel Schwarzenberg szintén elítélően nyilatkozott a törvényről, és véleménye szerint megfelelő értelmezés mellett a média teljes elhallgattatásához vezethet.
Jellemzően a sajtószabadság sérüléséről és a cenzúra bevezetéséről (bevezethetőségéről) írtak, mind Európában, mind a tengerentúlról. Többen úgy vélték, a közszolgálati és kereskedelmi televíziók öncenzúrát alkalmaznak majd. Megjegyezték, hogy nem a törvény szövegével van elsősorban baj, hanem a szellemiségével. Mivel nem tartalmaz világosan meghatározott normákat, félő, hogy a kizárólag kormánypárti NMHH saját hatáskörében úgy hajtja végre a törvényt, ahogy jónak látja, utat nyitva a felülről jövő beavatkozásnak.
Néhány sajtócikk, mint például Andreas Oplatka egyik írása a svájci Neue Zürcher Zeitungban, a médiatörvény körüli vitában elhangzott, nemcsak a kormányt és kormányfőt, de az egész országot is ért vádakat (melyek Magyarországot a totalitárius diktatúra felé masírozó államként, az európai antiszemitizmus központjaként és vezéri államként – Führerstaat – ábrázolták) erősen túlzónak minősítette. Klaus-Dieter Frankenberger, a Frankfurter Allgemeine Zeitung politikai rovatvezetője szerint esztelenség az az állítás, hogy Magyarország a diktatúra felé halad.